# Stanisław Potoczek
Stanisław Potoczek (11. září 1849 Rdziostów – 19. června 1919 Rdziostów) byl rakouský a polský agrární politik z Haliče, na počátku 20. století poslanec Říšské rady.

## Biografie
Pocházel z rolnické rodiny. Jeho bratrem byl politik Jan Potoczek (1857–1941). Stanisław Potoczek původně působil v zemědělství, pak se pod vlivem bratra dal na politiku. V letech 1889–1908 zasedal jako poslanec Haličského zemského sněmu. V roce 1889 zde byl náměstkem předsedy poslaneckého klubu Katolické lidové strany. V roce 1893 založil s bratrem Janem stranu Związek Stronnictwa Chłopskiego (Svaz rolnické strany), která sídlila v Nowém Sączu. V letech 1893–1908 byl jejím předsedou. V letech 1894–1908 byl vydavatelem a redaktorem listu Związek Chłopski. Psal též články do dalších polských periodik.
Na počátku 20. století se zapojil i do celostátní politiky. Ve volbách do Říšské rady roku 1907, konaných poprvé podle všeobecného a rovného volebního práva, získal mandát v Říšské radě (celostátní zákonodárný sbor) za obvod Halič 48. Byl členem poslanecké frakce Polský klub.
Ve volbách roku 1907 byl zvolen za nový subjekt Polskie Centrum Ludowe. Od roku 1908 byl členem Polské lidové strany, do roku 1913 i jako člen jejího užšího vedení. V roce 1913 se stáhl z politiky.